# مگان مونتانر
مگان مونتانر (انگلیسی: Megan Montaner؛ زادهٔ ۲۱ اوت ۱۹۸۷) بازیگر و مدل اهل اسپانیا است. طی دنیاگیری کووید-۱۹ در اسپانیا بسیاری از پروژه‌های تلویزیونی وی به سبب برقراری قرنطینه عمومی، دچار تاخیر شد.
از فیلم‌ها یا برنامه‌های تلویزیونی که وی در آن نقش داشته‌است، می‌توان به سفارت، گرن هتل، ۳۰ سکه و به خاطر چند بوسه اشاره کرد.